# La Lamentation d'un pécheur

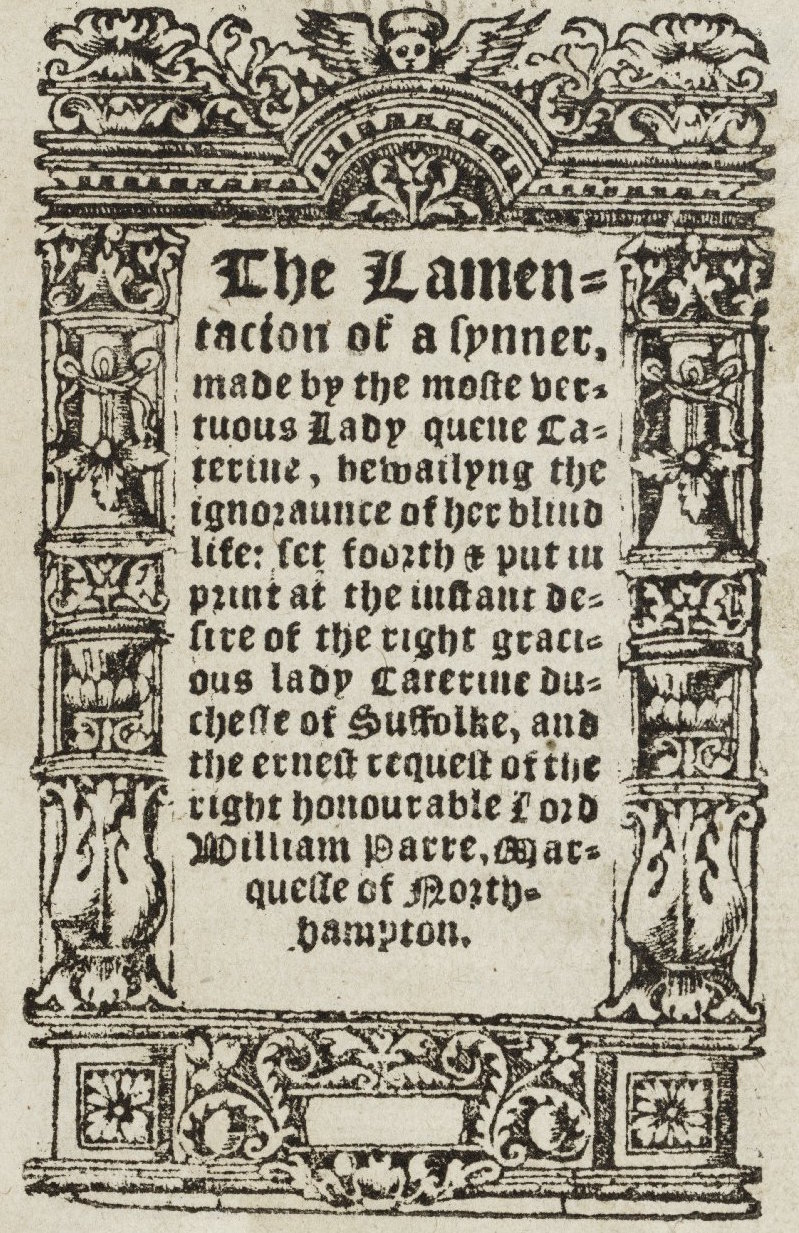
Page de titre de La Lamentation d'un pécheur

La Lamentation d'un pécheur est un ouvrage publié par Catherine Parr, sixième épouse et veuve d'Henri VIII, et première femme à publier en Angleterre et en anglais sous son propre nom.  Le texte est rédigé au plus tard à l'automne 1546 et publié en novembre 1547, neuf mois après la mort de son mari. Sa publication a été parrainée par la duchesse de Suffolk et le marquis de Northampton, respectivement l'ami le plus proche et le frère unique de la reine.

## Contexte
L'influence de Catherine Parr sur la position et l'attitude du roi en matière politique, philosophique et religieuses se fait sentir les débuts de la relation avec Henry VIII. Elle contribue très certainement au sauvetage des universités, menacées, comme cela avait été le cas pour les monastères en 1534, par un acte du Parlement de 1544 et pour lesquelles elle a intercédé auprès du roi. Son influence en matière religieuse est également manifeste même si elle est toujours restée très discrète. Son soutien salutaire à l'archevêque Thomas Cranmer et son rôle dans l'avancée des concepts de la Réforme protestante dans le cadre de la Réforme anglaise est mis en exergue par l'historien David Starkey.

## Contenu et doctrine
La Lamentation d'un pécheur, œuvre entièrement originale de Catherine Parr, a probablement été écrite courant 1546 et a commencé à circuler sous forme manuscrite à la cour au mois de novembre. Le livre n'est toutefois publié que le 5 novembre 1547, neuf mois après la mort de son mari et le couronnement d'Édouard VI, alors âgé de neuf ans et sous le contrôle du Lord-protecteur. L'ouvrage aborde en premier lieu les thèmes de la confession et du repentir, avec un ton inhabituellement humiliant pour l'épouse d'un monarque. Le texte traite ensuite de la conversion et de la prophétie, un modèle inspiré des Psaumes. Bien que le livre soit écrit à la première personne et s'appuie sur la propre expérience religieuse de l'auteur, Catherine Parr évite d'utiliser des détails autobiographiques ou d'actualité et privilégie un ton authentique et universel. Toutefois, en s'identifiant clairement comme la reine d'Angleterre, épouse du roi Henri VIII, elle crée un contraste sans précédent entre son statut royal et son état de pécheresse.
Le texte de La Lamentation d'un pécheur est conçu comme une confession publique de la reine; Catherine Parr y est très critique vis-à-vis des membres de l'église catholique romaine qu'elle traite de « racaille » et qu'elle accuse de l'avoir détourné de la passion du Christ,. Elle fait en revanche l'apologie de l'église anglicane et de son chef suprême Henri VIII qui l'a amenée à « la connaissance de la vérité ». Dans le droit fil de la pensée de Luther et Calvin, Parr dénonce les images de dévotion qu'elle associe aux idoles dénoncée par les prophètes bibliques. Citant Saint Paul, elle reprend également à son compte la doctrine de la justification par la foi seule que défendent ces deux réformateurs. Elle défend aussi le principe protestant de la scola scriptura qui veut que la bible soit la seule autorité pour les questions religieuses, et juge qu'il faut « propager une meilleure connaissance de la parole de dieu dans le monde » et « ne pas permettre l'ignorance ». L'accent ainsi mis par ce livre sur l'importance des saintes écritures le marque clairement comme un ouvrage réformiste, tout comme sa promotion du concept luthérien de la justification par la foi seule.
Pour autant, Catherine Parr ne remet pas en cause les limites fixées par l'Acte des six articles qui fixait alors la ligne rouge entre la doctrine de l'église anglicane et celle des protestants les plus radicaux. Elle se garde bien, notamment, d'aborder le thème de la transsubstantiation qui a valu à Anne Askew de finir sur le bucher. Elle critique la fausseté des « évangélistes concupiscents », sans jamais adresser de critiques à qui que ce soit en particulier. Elle soutient que la Réforme incite les chrétiens à se regarder eux-mêmes plutôt qu'à juger les autres.

## Rayonnement de l'oeuvre
Pour Janel Mueller, La Lamentation d'un pécheur est le premier récit de conversion publié, un genre qui devient central dans l'Angleterre non-conformiste au siècle suivant, ce livre est toutefois beaucoup moins diffusé parmi les lecteurs anglais que les ouvrages précédents publiés par Catherine Parr, Psaumes ou prières (1544) et Prières ou méditations (1545). La forme si particulière cette oeuvre ou la reine expose ainsi sa personnalité, ses failles et ses convictions a vraisemblablement influencé Édouard VI par sa subjectivité ; ce texte révolutionnaire a probablement joué un rôle important dans l'évolution de la personnalité et de la maturité littéraire du jeune roi.